# 郭巨街道
郭巨街道，是中华人民共和国浙江省宁波市北仑区下辖的一个街道办事处，辖区面积63平方公里，因霩𩇐千户所（后简化为郭巨）而得名:163。

## 历史
辖区古属鄞县，宋熙宁十年（1077年）划归定海县（镇海县）属海晏乡，清宣统三年（1911年）分为海晏乡、霩𩇐乡，1950年改为郭巨镇、盛厚乡、霞峙乡、峙头乡，1956年2月郭巨镇、霞峙乡一、二村、盛厚乡部分村合并为郭巨乡，盛厚乡、霞峙乡五、六村并入峙头乡，1958年10月改为郭巨人民公社郭巨东门管理区、郭巨西门管理区、华峙管理区、峙南管理区、峙北管理区，1959年4月郭巨东门管理区、郭巨西门管理区合并为郭巨管理区，7月郭巨管理区改为郭巨镇管理委员会，1960年9月峙南管理区、峙北管理区合并为峙头管理区，1961年4月改为郭巨公社、峙头公社，1983年7月改为郭巨乡、峙头乡，1985年3月郭巨乡改为郭巨镇，1992年5月峙头乡并入郭巨镇，2003年8月郭巨镇并入白峰镇:12-14、177:163，2016年7月撤销白峰镇，设立白峰街道、郭巨街道，2016年8月11日正式成立。

## 行政区划
郭巨街道下辖以下地区：
东港社区、峰南社区、峙东社区、福民村、大涂塘村、西门村、东门村、北门村、南门村、尖岭岙村、路亭村、双岙村、谢家岙村、华峙村、大岭下村、盛岙村、联合村、洋涨村、长浦村

## 交通
穿山疏港高速、穿山港支线货运铁路经过辖区。

## 知名人物
- 施展